# Amerikanische Kinder- und Jugendliteratur

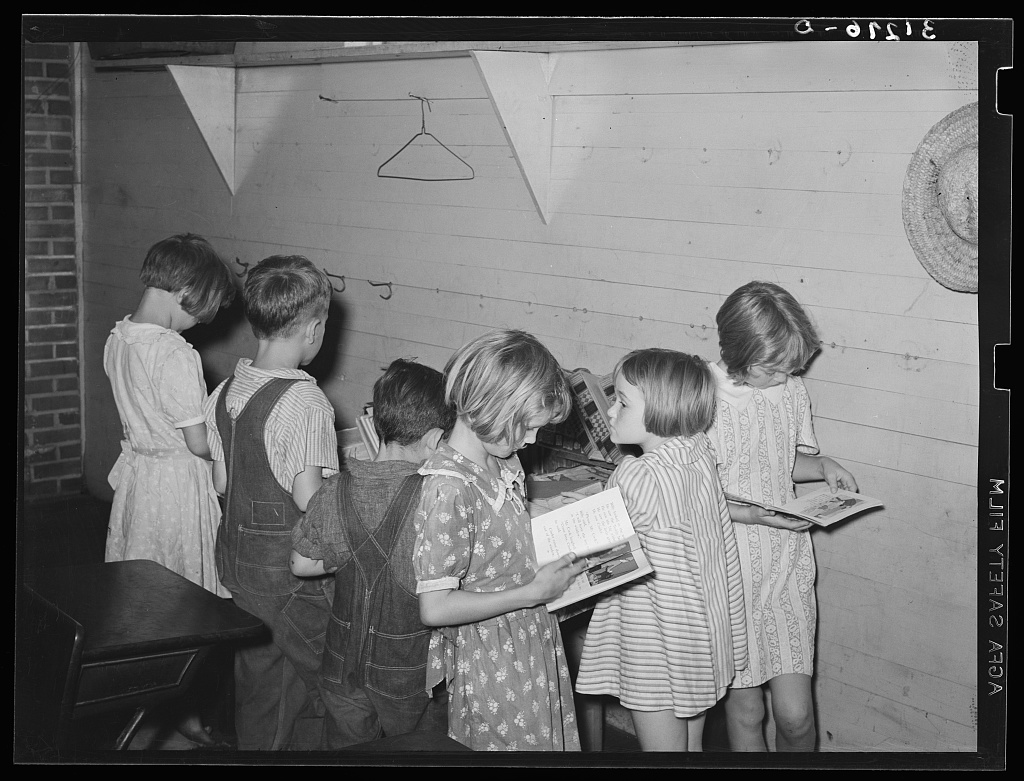
Amerikanische Schulkinder wählen in der kleinen Bibliothek ihrer Grundschule Bücher aus (1938)

Die amerikanische Kinder- und Jugendliteratur umfasst alle literarischen Arbeiten, die für ein Publikum von Kindern und Jugendlichen geschaffen, geschrieben oder überarbeitet wurden und deren Autoren zum Zeitpunkt der Entstehung in den Vereinigten Staaten lebten bzw. in erster Linie für das amerikanische Publikum schrieben.

## Geschichte der amerikanischen Kinder- und Jugendliteratur

### Rezeption europäischer Literatur

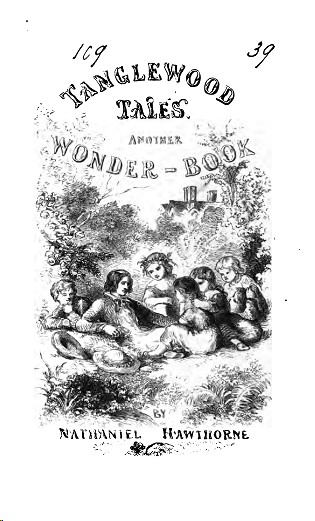
Der Titel von Nathaniel Hawthornes Buch Tanglewood Tales (1853), einer erfolgreichen Sammlung nacherzählter griechischer Mythen

In großem Umfang wurde in den USA seit jeher europäische Literatur rezipiert. Die griechische Mythologie lernten viele amerikanische Kinder und Jugendliche durch die Nacherzählungen des in Neuengland lebenden Schriftstellers Nathaniel Hawthorne kennen, der 1852 sein Wonder-Book for Girls and Boys herausbrachte, das so erfolgreich war, dass Hawthorne bald einen weiteren Band, Tanglewood Tales (1853), folgen ließ.
Zu den Grundbeständen amerikanischer Jugendbibliotheken zählten z. B. auch das Little Pretty Pocket-Book (1744) von John Newbery und Lewis Carrolls Kinderromane Alice im Wunderland (1865) und Alice hinter den Spiegeln (1871). Welchen Eindruck die Alice-Romane in den USA machten, zeigt u. a. das Beispiel des New Yorker Schriftstellers Charles E. Carryl (1841–1920), der 1884 eine Fortsetzung mit dem Titel (Davy and the Goblin; or, What Followed Reading „Alice’s Adventures in Wonderland“) veröffentlichte.
1883 veröffentlichte der amerikanische Illustrator und Autor Howard Pyle (1853–1911) seinen Roman The Merry Adventures of Robin Hood, der bis heute die populärste Nacherzählung der Geschichten um die mittelalterliche Sagengestalt Robin Hood geblieben ist.
Im 20. Jahrhundert setzte sich die Rezeption der europäischen Literaturüberlieferung fort. So veröffentlichte etwa der Essayist Hamilton Wright Mabie in den Jahren 1905 bis 1908 eine Reihe von Bänden mit jugendgerechten Nacherzählungen von Märchen, Sagen und antiken Mythen. Nora Archibald Smith (1859–1934), die Schwester von Kate Douglas Wiggin, veröffentlichte neben vielen anderen Kinderbüchern einen Sammelband Boys and Girls of Bookland (1923), der kurze Nacherzählungen bekannter englischer und amerikanischer Kinderromane enthielt. Mary Gould Davis publizierte 1931 eine Sammlung von sieben Nacherzählungen traditionsreicher Texte aus der italienischen Literatur, Truce of the Wolf and Other Tales of Old Italy, und erhielt dafür eine Newbery Honor. Winged Girl of Knossos (1933) von Erik Berry, ebenfalls ein Newbery-Honor-Buch, erzählt die Geschichte von Inas, der Tochter des Erfinders Daidalos.

### Erziehungsliteratur des 19. Jahrhunderts
Die 1830er und 1840er Jahre waren die Blütezeit einer Ratgeberliteratur, die Heranwachsende zu Frömmigkeit, Gesundheit und moralisch einwandfreiem Verhalten zu führen bestrebt war. Diese Bücher trugen Titel wie Letters to Young Ladies, The Young Man’s Guide und Lectures to Young Men on Chastity; ihre Autoren waren unter anderem William Buell Sprague (1795–1876), John S. C. Abbot (1805–1877), Lydia Sigourney (1791–1865), Sylvester Graham (1794–1851), Harvey Newcomb (1803–1863), William Andrus Alcott (1798–1859), Louisa C. Tuthill und John Angell James (1785–1859).

### Bildende Romane des 19. und 20. Jahrhunderts

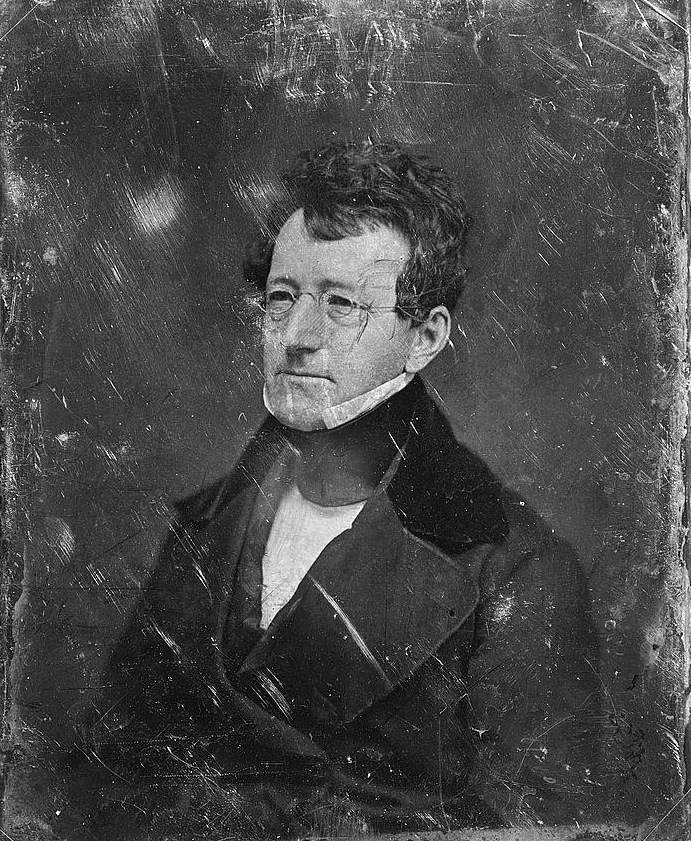
Samuel Griswold Goodrich (1793–1860), Autor der Peter Parley-Erzählungen

Zu den Pionieren des amerikanischen Kinder- und Jugendromans zählt Samuel Griswold Goodrich, der unter dem Pseudonym „Peter Parley“ von 1827 an eine vielbändige Serie von unterhaltsam-didaktischen Jugendbüchern veröffentlichte, in denen Wissensgebiete von Geografie über Geschichte bis hin zu den Naturwissenschaften abgedeckt wurden. Jacob Abbott wurde bekannt durch seine Rollo-Roman, die von 1835 bis 1858 in 28 Bänden erschienen. Von William Simonds (1822–1859), der meist unter dem Pseudonym Walter Aimwell schrieb, stammen u. a. die Aimwell Stories (1853–1863), die in sieben Bänden das Farmleben in Neuengland schildern. Daniel C. Eddy veröffentlichte seit 1859 zwei Serien von Reiseromanen, von denen die erste (The Percy Family) die Leser nach Europa, die zweite (Walter’s Tour in the East) in den Nahen Osten führte.
Seit 1911 erschien die Twins-Romane von Lucy Fitch Perkins (1865–1937), eine 26 Bände die Geschichten von Zwillingspärchen erzählten, die in jeweils unterschiedlichen Ländern der Welt bzw. in unterschiedlichen Abschnitten der amerikanischen Geschichte leben.

### Frances Burnett

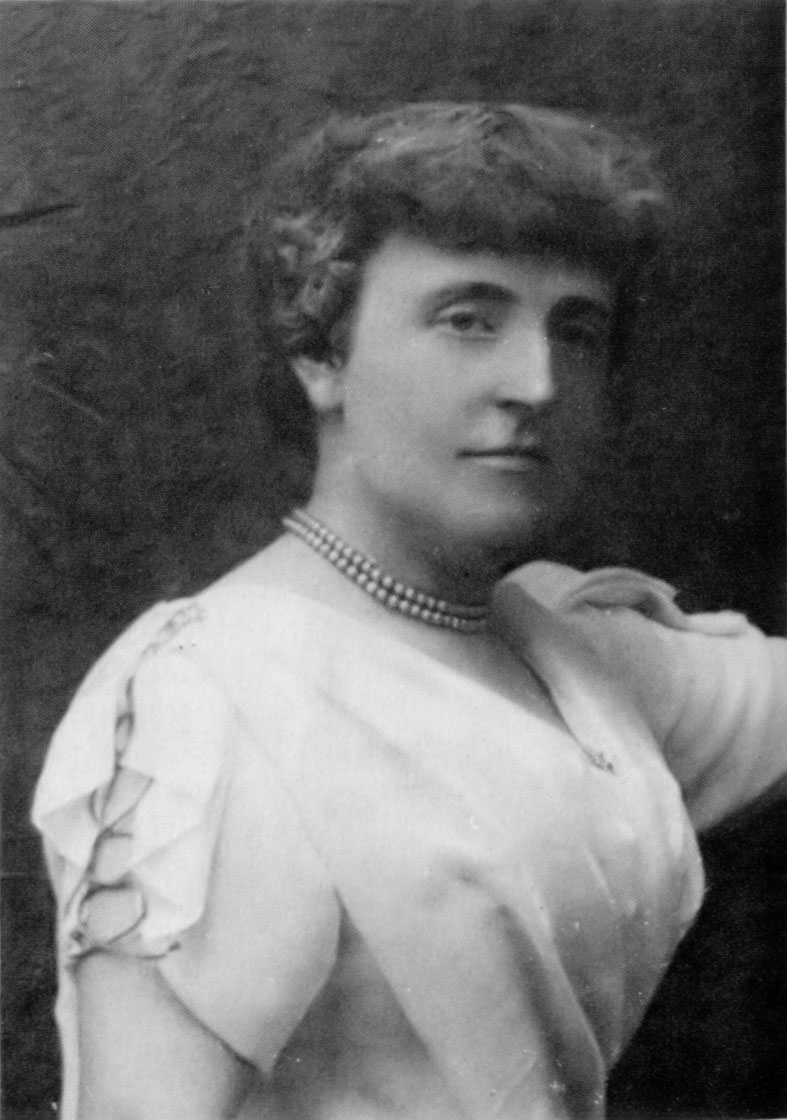
Frances Burnett (1849–1924), Autorin der Romane Der kleine Lord und Der geheime Garten

Zu den Klassikern der Kinderliteratur zählen noch heute die Romane von Frances Hodgson Burnett. Die gebürtige Engländerin, die als junges Mädchen in die USA kam, brachte 1886 ihren Bestseller Der kleine Lord (Little Lord Fauntleroy) heraus, der als Kinderbuch konzipiert war, aber vor allem von Müttern gelesen wurde. Neben weiteren Arbeiten folgte 1909 der Roman Der geheime Garten (The Secret Garden), der heute das meistgelesene Buch von Burnett ist und dessen Handlung bemerkenswerte Parallelen zu der von Johanna Spyris Roman Heidi (1880/1881) aufweist.

### Die erste Kinderzeitschrift:St. Nicholas Magazine(seit 1873)
Bis zum Beginn des 20. Jahrhunderts gab es in den USA keine nennenswerte soziale Mittelschicht. Die Rezeption von Kinderliteratur blieb weitgehend ein Privileg der Reichen. Diese konnten es sich z. B. auch leisten, für ihren Nachwuchs spezielle Zeitschriften zu abonnieren, von denen das namhafteste das St. Nicholas Magazine war, eine Zeitschrift für Kinder von 5 bis 18 Jahren, die Mary Mapes Dodge für den New Yorker Scribner-Verlag herausgab. Der „St. Nicholas“ erschien von 1873 bis 1941 und bot vielen bedeutenden amerikanischen und internationalen Kinderbuchautoren der Zeit Raum für die Erstveröffentlichung ihrer Arbeiten.

### Moderne
Die Moderne brachte der amerikanischen Kinder- und Jugendliteratur eine Reihe großer Umwälzungen. So schenkte die 1876 gegründete American Library Association (ALA) der Literatur für junge Leser im 20. Jahrhundert mehr und mehr Aufmerksamkeit und zeichnete die besten neuen Bücher von 1922 an mit ihrer Newbery Medal aus.
Die Bilderbuchliteratur hatte lange Zeit nur marginale Bedeutung besessen. Aufgrund neuer Techniken in der Buchherstellung verselbstständigte sie sich in den 1930er Jahren jedoch. Die Zahl der Neuveröffentlichungen stieg rapide an, Kinder im Vorschul- und Erstlesealter wurden zu einer unabhängigen Zielgruppe. Um herausragende Bilderbücher würdigen zu können, schuf die ALA 1938 einen speziellen Bilderbuch-Literaturpreis, die Caldecott Medal.
Ebenfalls in den 1930er Jahren scherte aus dem Korpus der Kinder- und Jugendliteratur eine serielle Erstleserliteratur aus, die ihren Aufstieg vor allem der Tatsache verdankte, dass die preiswert hergestellten Bücher in großen Auflagen von den Grundschulen angeschafft wurden.
Das nächste für die Kinder- und Jugendliteratur gravierende Ereignis war die Ausweitung des Netzes der High Schools, die nun nicht mehr nur von einer Bildungselite, sondern bald von der Mehrzahl aller Teenager besucht wurde. Die Folge war, dass mehr Jugendliche als jemals zuvor in der amerikanischen Geschichte tagtäglich mit ihresgleichen verkehrten und dadurch Gelegenheit erhielten, sich zu einer selbstständigen Jugendkultur zu formieren. In der „Malt Shop Era“, den 1940er und 1950er Jahren, erlangte diese Jugendkultur hohe Sichtbarkeit, und zu den von dieser Generation bevorzugten Konsumgütern gesellte sich eine Jugendliteratur, die von der Kinderliteratur erstmals klar unterscheidbar war.
Unter dem Einfluss der Beat-Literatur, von J. D. Salinger, der Bürgerrechtsbewegung und den kulturellen Umwälzungen der 1960er Jahre nahm die Jugendliteratur 1967/1968 eine radikale Wende in zum Realismus und begann als Young-Adult Fiction „brisante“ Themen wie  Jugendkriminalität, Drogen, Alkohol, psychosoziale Probleme, Sexualität, dysfunktionale Familien und anderes mehr zu implementieren, die man bis dahin meinte, von jungen Menschen fernhalten zu müssen. Angeregt von dem britischen Autor J. R. R. Tolkien entwickelte sich parallel zu den realistischen Jugendromanen eine umfangreiche Phantastik, zu der sich von den 1990er Jahren an auch noch eine ganze Literatur dystopischer Romane gesellte. Gemeinsam war all dieser Literatur, dass sie die jugendlichen Leser auf eine Weise ansprach, die den emotionalen Befindlichkeiten dieser Altersgruppe besonders entgegenkommt. Die ALA schuf für die neue Jugendliteratur 2000 ihren Michael L. Printz Award; die Assembly on Literature for Adolescents des National Council of Teachers of English (ALAN) folgte 2008 mit ihrem Amelia Elizabeth Walden Award.
Die Literatur für die 8- bis 12-Jährigen ist von der Young-Adult Fiction seit den 1970er Jahren klar geschieden und geht ihre eigenen Wege. Seit Anfang der 1980er Jahre wird sie im Jargon der Autoren und des Buchmarkts meist als Middle-Grade Fiction bezeichnet. Da diese Bücher in Kapitel untergliedert sind, hat sich für sie in den 1990er daneben auch die Bezeichnung Chapter Books eingebürgert, der im Lehrerjargon verwendet wird, um Bücher für fortgeschrittene Leser von den – vom Textumfang her deutlich knapperen – Lesestoffen für Anfänger zu unterscheiden.

## Sparten

### Bilderbuchliteratur
Literatur für junge Leser war stets illustriert gewesen, am Ausgang des 19. Jahrhunderts wurden jedoch erstmals Bücher für Kinder publiziert, die weder lesen konnten noch mit diesem Material das Lesen erlernen sollten. Eine Pionierin war Blanche McManus, die 1895 ein Bilderbuch mit den in Nordamerika bis heute sehr populären Mother-Goose-Reimen schuf und im frühen 20. Jahrhundert sehr erfolgreiche Nachahmer fand. Frühe amerikanische Bilderbücher, die heute als Klassiker gelten, sind Raggedy Ann (1918) von Johnny Gruelles und The Velveteen Rabbit (1922) von Margery Williams.
In den 1930er Jahren  führten Fortschritte in der industriellen Buchherstellung zu einem vermehrten Erscheinen von Bilderbüchern. Berühmte Arbeiten wie das anonym geschaffene Buch The Little Engine That Could (1930) und die Madeline-Bücher (1939) von Ludwig Bemelmans erschienen. Die American Library Association zeichnete von 1938 an herausragende Bilderbücher alljährlich mit ihrer Caldecott Medal aus. In den 1940er und 1950er Jahren entstanden zahlreiche weitere erfolgreiche Bilderbücher, wie etwa The Littlest Angel (1946) von Charles Tazewell und die Eloise-Reihe (1955) von Kay Thompson.
Erhebliche wirtschaftliche Bedeutung erlangte die Bilderbuchliteratur, als in den 1960er Jahren infolge des Babybooms die Nachfrage immer weiter stieg. Bedeutende Autoren der Zeit waren Richard Scarry, Jan Pfloog, Maurice Sendak, Stan und Jan Berenstain, Shel Silverstein, Warren Chappell, Hilary Knight. In den von der Sesamstraße und einem neuen Interesse an der Früherziehung geprägten 1970er Jahren folgten Autoren wie Ed Emberley, Mercer Mayer, Judith Viorst, William Steig und Donald Barthelme.
In den 1980er Jahren waren zwei Bilderbücher von Chris Van Allsburg – Jumanji (1982) und Polarexpress (1985) – so erfolgreich, dass sie in Hollywood beide aufwendig verfilmt wurden. Weitere erfolgreiche Bilderbuchautoren des ausgehenden 20. Jahrhunderts waren Judy und Ron Barrett, Alice Provensen, Vera Baker Williams, Lesléa Newman, Peggy Rathmann, Peter Sís, Ian Falconer, Simms Taback, Allen Say. Aktuelle Top-Namen auf dem amerikanischen Bilderbuchmarkt sind David Wiesner, Jacqueline Woodson und Maria Shrivers.

### Literatur für Leseanfänger

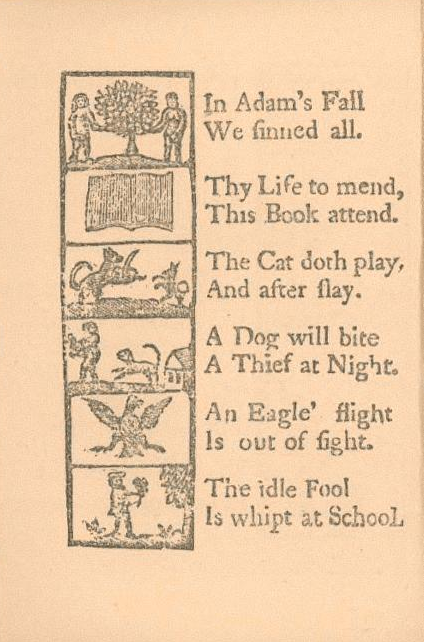
Der New England Primer (1690): Die Buchstaben A–F

#### Sachliteratur

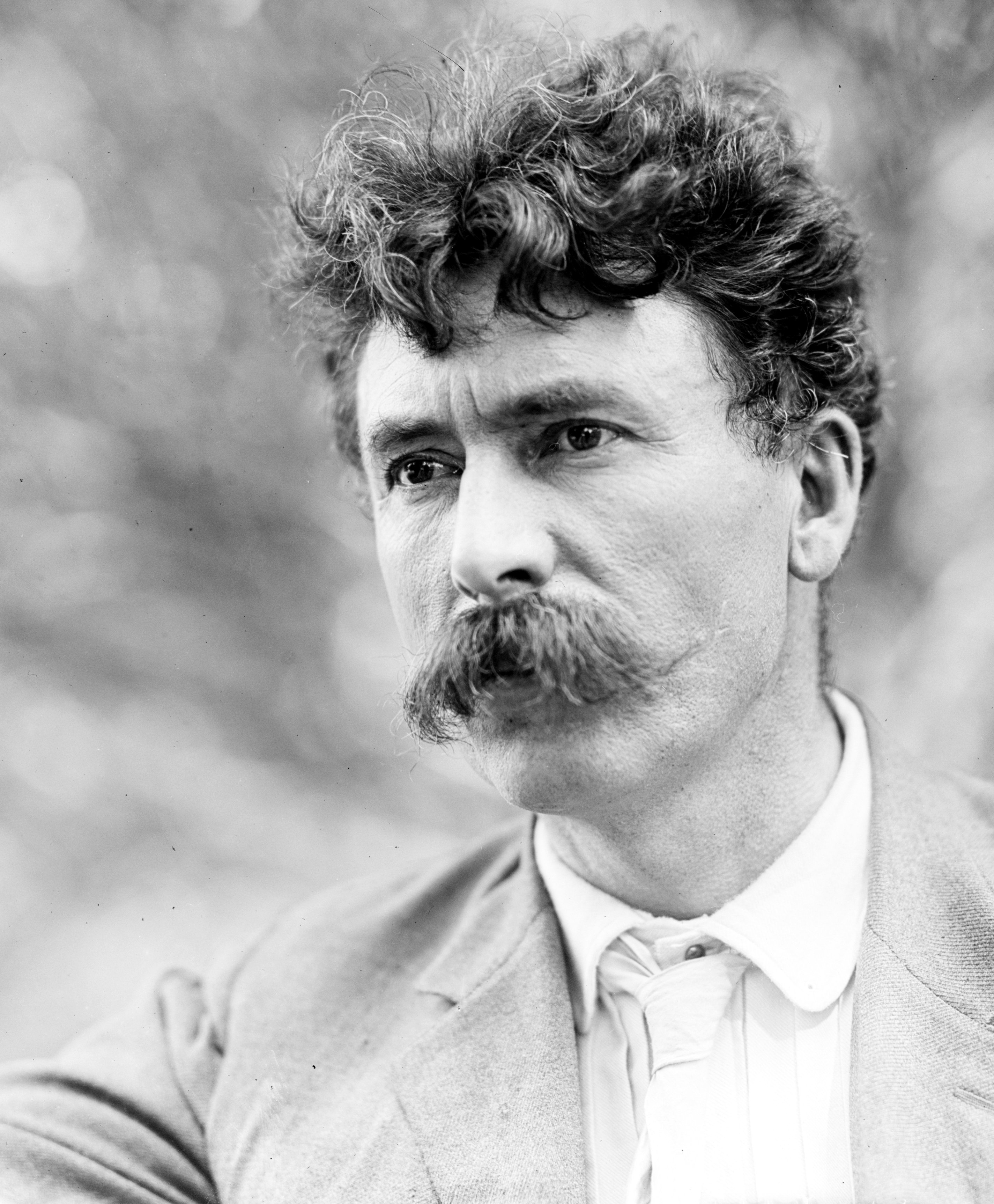
Ernest Thompson Seton (1860–1946), Autor von Wild Animals I Have Known (1898)

##### Geschichtsbücher

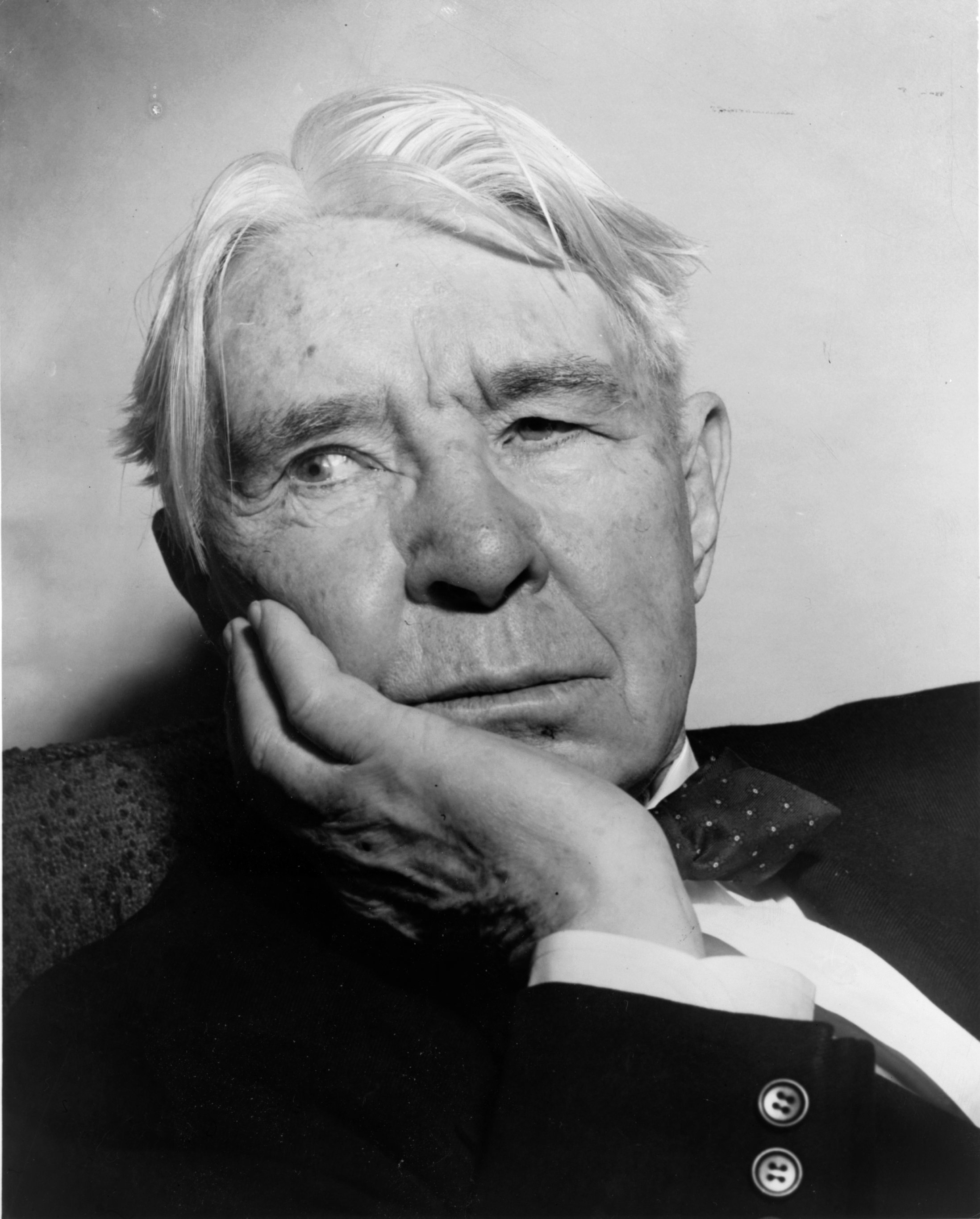
Carl Sandburg (1878–1967), Autor von Abraham Lincoln: The Prairie Years und Abraham Lincoln: The War Years

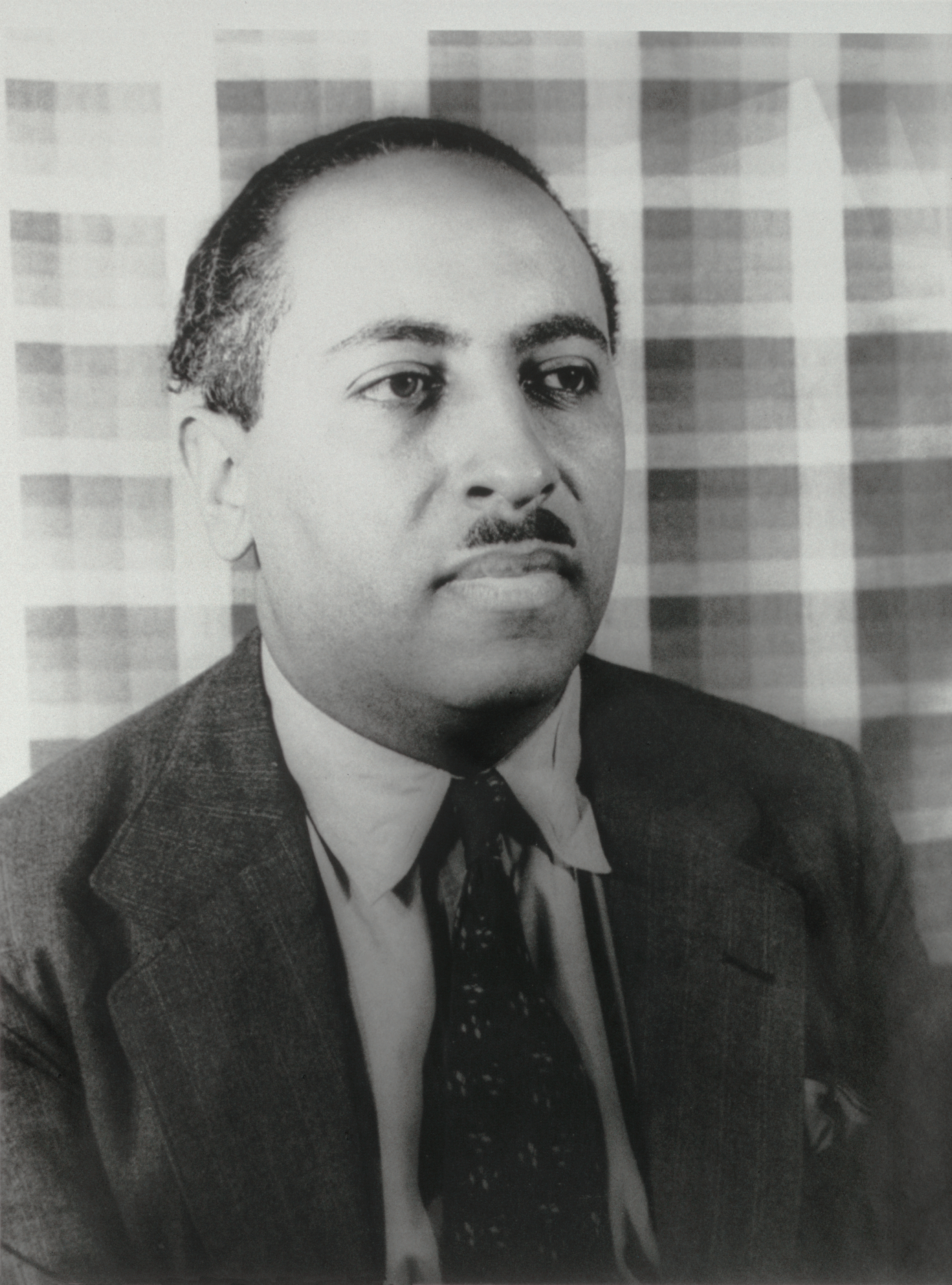
Arna Bontemps (1902–1973), Autor von Story of the Negro